# Nana (film, 1914)
A Nana 1914-ben bemutatott olasz film Camillo De Riso rendezésében, Émile Zola azonos című regénye nyomán.
Camillo De Riso (1854–1924) olasz író, színházi rendező és a korai olasz némafilm rendezője. A címszerepet Lilla Pescatori (szül. Lilla Menichelli) alakította.

## Szereplők
- Lilla Pescatori – Nana
- Nicola Pescatori – Carlo
- Ettore Baccani – Marco Ranieri